# Helmut Graupner

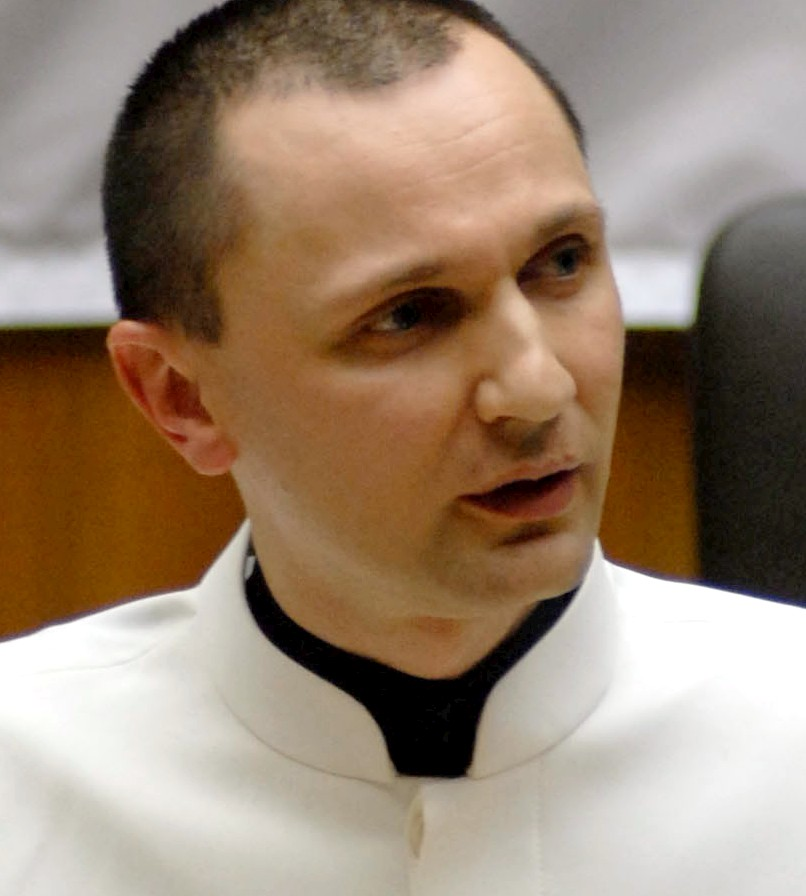
Graupner hält seine Rede Wider die sexuelle Apartheid. 15 Jahre RKL im Nationalratssaal des österreichischen Parlaments

Helmut Manfred Leopold Graupner (* 26. Jänner 1965 in Tullnerbach) ist ein österreichischer Rechtsanwalt in Wien und europäischer Aktivist für die Rechte homo-, bisexueller und transgender Frauen und Männer. Er entfaltet eine nationale und internationale Vortrags- und Publikationstätigkeit betreffend (Menschen-)Recht, Sexualität, insbesondere Kinder- und Jugendsexualität, Homosexualität, Pornographie und Prostitution, wurde mehrmals als Experte von gesetzgebenden Gremien gehört, ist führendes Mitglied mehrerer europäischer Organisationen in diesem Themenbereich und seit 1991 der Präsident des Vereins Rechtskomitee Lambda.

## Leben
Graupner wurde als erstes Kind der Gastronomin Edith und des Handelskaufmannes Helmut Gustav Leopold in Tullnerbach (Niederösterreich) geboren. Nach seiner mit Auszeichnung bestandenen Matura am BRG Wien 14 begann er mit dem Studium der Rechtswissenschaften an der Universität Wien. Zusätzliche Teilstudien betrieb er in Volkswirtschaftslehre, Sinologie und Japanologie. Nachdem er sich von seinem 14. bis zu seinem 19. Lebensjahr in der Paneuropa-Union engagiert hatte, wurde er 1985 Mitglied der HOSI Wien und war von 1985 bis 1991 Vorsitzender der Rechtsgruppe und Vorstandsmitglied. Dies war der Beginn seines Engagements für die Gleichberechtigung Homosexueller, Bisexueller, Transgender und Jugendlicher sowie seiner Autorentätigkeit für zahlreiche Monatsmagazine. Ab 1987 bis 2000 arbeitete er ehrenamtlich für Lehrlings- und Jugendschutz in der Kammer für Arbeiter und Angestellte für Wien. Zum Magister spondierte Graupner im Jahre 1989 und gab im selben Jahr in Zusammenarbeit mit Kurt Krickler die Diskussionsgrundlagen und Dokumente zur Homosexualität im österreichischen Strafrecht der HOSI Wien heraus. Im Sommer nahm er mit anderen Teilnehmern der HOSI-Jugendgruppe an der jährlichen Konferenz der International Lesbian and Gay Youth Organisation (IGLYO) teil und wurde in den Vorstand gewählt, dem er bis 1990 angehörte.
Im HOSI-Vorstand gab es 1991 Meinungsverschiedenheiten über die weitere Strategie gegen die (damals noch vier) anti-homosexuellen Sonderstrafgesetze, insb. § 209 des Strafgesetzbuches (StGB), und so gründete er zusammen mit einigen anderen Mitstreitern das Rechtskomitee Lambda (RKL), eine „Vereinigung zur Wahrung der Rechte gleichgeschlechtlich l(i)ebender Frauen und Männer“, dessen Präsident er seit Anbeginn ist. 2006 wurde das RKL anlässlich seines 15-jährigen Bestehens als weltweit erste Organisation der Homosexuellenbewegung in einem nationalen Parlament geehrt. In seiner Funktion als Präsident des RKL wurde Graupner auch zum Sprecher der Plattform gegen § 209 gewählt, einer überparteilichen Vereinigung von mehr als 30 österreichischen Organisationen, welche sich für die ersatzlose Streichung des Paragrafen einsetzten. Als Arbeitsgrundlage brachte er noch im selben Jahr beim Rechtskomitee Lambda die Übersicht Homosexualität und Strafrecht in Österreich heraus, welche bis 2001 acht Mal überarbeitet und neu aufgelegt wurde. Seit der ersten Ausgabe 1992 schreibt er viel für die vereinseigene Publikation „Ius Amandi, Zeitschrift für gleichgeschlechtliche Liebe und Recht“, welche in regelmäßigen Abständen Informationen über die aktuellen Entwicklungen bietet. Im selben Jahr wurde er zum Co-Präsidenten der 1979 von Ernest Borneman gegründeten Österreichischen Gesellschaft für Sexualforschung (ÖGS) gewählt. Am 28. August 1993 erschien sein erster Artikel in der überregionalen Tageszeitung Der Standard mit dem Titel Ungleichbehandlung als Regelfall. Einige weitere Artikel folgten im Laufe der Jahre. Am 20. Oktober 1995 war Graupner einer der 13 Experten, die vom Justizausschuss des österreichischen Nationalrates zur Aufhebung der Sonderstrafbestimmungen für Homosexuelle (§§ 209, 220, 221 StGB) gehört wurden. 1996 promovierte Graupner mit Auszeichnung zum Doktor der Rechtswissenschaften mit der Arbeit zum Thema Sexualität, Jugendschutz und Menschenrechte – Über das Recht von Kindern und Jugendlichen auf sexuelle Selbstbestimmung. Im Herbst 1996 wurde Graupner vom Bundesminister für Justiz in dessen Arbeitsgruppe für die Revision des österreichischen Sexualstrafrechtes berufen, und 1997 veröffentlichte er sowohl seinen ersten Beitrag in einer anglo-amerikanischen sexualwissenschaftlichen Publikation als auch seine Dissertation als Buch, welche zum internationalen Tag der Menschenrechte im Parlamentsgebäude vorgestellt wurde; im zweiten Band enthält sie eine sehr umfassende internationale Materialsammlung zum Thema. Seit 1999 ist Graupner Mitglied der World Association for Sexual Health (früher: World Association for Sexology – WAS).
Nach seiner Zeit als Rechtspraktikant, Mitarbeiter einer Wirtschaftstreuhänderkanzlei, Rechtsanwaltsanwärter in Wien und einem Praktikum in einer Rechtsanwaltskanzlei in Prag legte Graupner seine Rechtsanwaltsprüfung mit Auszeichnung vor der Rechtsanwaltsprüfungskommission des Oberlandesgerichts Wien ab und erhielt mit 18. Februar 2000 seine Zulassung. Zusätzlich ist er seit 27. April 2000 in der Tschechischen Republik für österreichisches Recht zugelassen. Im Jahre 2000 wurde er Mitglied des Editorial Board des Journal of Homosexuality, das bei Haworth Press in New York erscheint. Im September desselben Jahres wurde er Vizepräsident für Europa der International Lesbian, Gay, Bisexual, Transgender & Intersex Law Association (ILGLaw).
Im Oktober 2001 überreichte ihm die HOSI Linz den österreichischen Gay and Lesbian Award für besondere Verdienste um die rechtliche und gesellschaftliche Gleichstellung von Lesben und Schwulen in Österreich. Seit diesem Jahr ist er auch Mitglied des wissenschaftlichen Beirates des Forschungsinstituts für rechtsvergleichende Studien über sexuelle Orientierung und Geschlechtsidentität in Turin.
Im Jahre 2002 wurde er sowohl in Hübners Who is Who in Österreich als auch ins Marquis Who’s Who in the World und im Jahr darauf ins Marquis Who is Who in American Law aufgenommen. An der Universität Innsbruck war er ab 2002 Lektor und hielt Vorlesungen zum Thema Sexualität und Recht. Von Oktober 2002 bis ins Jahr 2005 war er Mitglied der von der Europäischen Kommission eingesetzten Expertengruppe EU-Expertengruppe zur Bekämpfung der Diskriminierung auf Grund sexueller Orientierung. Auf einer Nebenveranstaltung der schwedischen Regierung zur Tagung der UN-Menschenrechtskommission mit dem Titel Equality in Dignity and Rights Regardless of Sexual Orientation – A Fundamental Principle of Human Rights, not a Negotiable Concession im Palais des Nations sprach er am 10. April 2003 über Menschenrechtsverletzungen aufgrund sexueller Orientierung. Am 11. September 2003 war er einer der vier vom Justizausschuss des österreichischen Nationalrates zum Entwurf eines Strafrechtsänderungsgesetzes 2003 gehörten Experten, und am 15. Dezember 2003 sprach er als Experte vor dem Österreich-Konvent, der das Ziel hatte, eine neue Verfassung zu entwickeln. Am 18. März 2003 war er einer der vom Gleichbehandlungsausschuss des österreichischen Nationalrats zu den Entwürfen von Gleichbehandlungsgesetzen gehörten Experten. In der 2005 gegründeten European Commission on Sexual Orientation Law (ECSOL) ist er der österreichische Vertreter.
Am 18. Juni 2007 wurde Graupner in seiner Eigenschaft als Rechtsanwalt und Co-Präsident der ÖGS als einziger nichtdeutscher Sachverständiger vom Rechtsausschuss des Deutschen Bundestages zum Gesetzentwurf der deutschen Bundesregierung zur Umsetzung des EU-Rahmenbeschlusses zur Bekämpfung der sexuellen Ausbeutung von Kindern und der Kinderpornografie angehört. Ebenso wie sechs andere der acht Sachverständigen kritisierte er die uferlose Weite der vorgeschlagenen Bestimmungen. Am 18. Juni 2008 wurde er vom selben Gremium bezüglich einer Erweiterung der eingetragenen Lebenspartnerschaft gehört.
Graupner fungierte 2010 in Deutschland als Gutachter der Partei der Grünen, der Linken und der SPD zur Untermauerung eines Antrags zur Änderung des Grundgesetzes. Im Artikel 3, Absatz 3, sollten hinter „wegen seines Geschlechtes“ die Wörter „seiner sexuellen Identität,“ eingefügt werden: „Niemand darf wegen seines Geschlechtes, seiner Abstammung, seiner Rasse, seiner Sprache, seiner Heimat und Herkunft, seines Glaubens, seiner religiösen oder politischen Anschauungen benachteiligt oder bevorzugt werden.“ Da unter die Kategorie „sexuelle Identität“ auch Pädophilie fallen kann und dann als schützenswertes Merkmal gelten müsste, wurde der Antrag vom Rechtsausschuss abgelehnt. Überhaupt wurde die Rolle Graupners als Gutachter auch kritisch gesehen, etwa als Graupner 1999 in einem Aufsatz für das amerikanische „Journal of Homosexuality“ schrieb: „Die Annahme, dass sexuelle Beziehungen mit vorpubertären Kindern immer und in jedem Fall missbräuchlich und schädlich sind, ist zu vage und generalisierend.“
Mit seinem aus Tschechien stammenden langjährigen Lebensgefährten Jiri Pokorny lebt und arbeitet er in Wien. Seine Hobbys sind sein Beruf sowie Lesen und Reisen.

## Bedeutende Fälle
Im August 2001 erwirkte Graupner für einen wegen einvernehmlichen gleichgeschlechtlichen Sexualkontakts mit einem Jugendlichen nach § 209 StGB angeklagten 37-jährigen Mann in erster Instanz vor dem Straflandesgericht Wien erstmals eine Diversion mit einer Zahlung von ATS 20.000 (etwa € 1.450). Obwohl dieses Urteil später vom Oberlandesgericht Wien wieder aufgehoben wurde, war dies ein großer Erfolg. Wegen dieser Verurteilung wurde die Republik Österreich später vom Europäischen Gerichtshof für Menschenrechte zu einer Entschädigung verurteilt.
Graupner war dann auch in jenem Anlassfall Verteidiger, bei dem die Richterin des Oberlandesgerichtes Innsbruck auf seine Idee hin den Verfassungsgerichtshof zur Überprüfung des letzten österreichischen Sonderstrafgesetzes gegen Homosexuelle (§ 209 StGB) aufforderte, was am 21. Juni 2002 zur Aufhebung der Strafbestimmung durch den Verfassungsgerichtshof führte.
Auch in den Fällen S. L. v. Austria sowie L. and V. v. Austria, in denen die Republik Österreich im Jahre 2003 erstmals vom Europäischen Gerichtshof für Menschenrechte wegen des diskriminierenden § 209 zur Revision und zu Schadenersatzzahlung verurteilt wurde, war er der vertretende Anwalt, ebenso in den darauffolgenden diesbezüglichen Entscheidungen gleicher Art.
Vor dem österreichischen Verfassungsgerichtshof erkämpfte Graupner die Grundsatzerkenntnisse zur Gleichbehandlung gleichgeschlechtlicher Paare in der Krankensozialversicherung, zur Löschung der nach den vormaligen anti-homosexuellen Sonderstrafgesetzen gesammelten Polizeidaten und schließlich zur Aufhebung des Transsexuellenerlasses wegen des darin statuierten Scheidungszwangs für (nach geschlechtsanpassender Operation eines der Partner) gleichgeschlechtliche Ehepartner.
Für die ILGA Europa und mit Unterstützung von Robert Wintemute und Manfred Bruns vertrat er Tadao Maruko vor dem Europäischen Gerichtshof (EuGH). Maruko hatte gegen das Versorgungswerk der deutschen Bühnen (VddB) geklagt, und das Bayrische Verwaltungsgericht München legte die Sache dem EuGH zur Auslegung der EU-Gleichbehandlungs-Richtlinie 2000/78/EG des Europarates vom 27. November 2000 vor. In diesem Präzedenzfall urteilte der EuGH am 1. April 2008 – bindend für alle 27 Mitgliedsstaaten –, dass eingetragene Lebenspartnerschaften, sofern sie wie in Deutschland im Wesentlichen identische Auswirkungen wie Ehen haben, mit diesen gleichbehandelt werden müssen und Arbeitgeber und Pensionskassen Vergünstigungen nicht auf Ehepaare beschränken dürfen.

## Ehrungen
- 2016 Goldenes Verdienstzeichen des Landes Wien[21] (Verleihung: 14. Juni 2016, Übernahme: 10. November 2016)
- 2016 Goldenes Ehrenzeichen für Verdienste um die Republik Österreich[22] (Verleihung: 24. Mai 2016, Übernahme: 12. Juni 2017)

Beide Male wurden erstmals Aktivisten von der Stadt Wien beziehungsweise dem Bundespräsidenten für ihr Engagement im LGBT-Bereich ausgezeichnet.

## Publikationen (Auswahl)
- Sexualität, Jugendschutz und Menschenrechte. Über das Recht von Kindern und Jugendlichen auf sexuelle Selbstbestimmung. 2 Bände, Lang, Frankfurt am Main 1996, ISBN 3-631-31790-5 (Dissertation).
- Homosexualität und Strafrecht in Österreich. Eine Übersicht. 6. Auflage, Rechtskomitee Lambda, Wien 1998.
- Keine Liebe zweiter Klasse. Diskriminierungsschutz & Partnerschaft für gleichgeschlechtlich L(i)ebende. Rechtskomitee Lambda, Wien 1998.
- Love vs. Abuse – Crossgenerational Sexual Relations of Minors: A Gay Rights Issue?. In: Journal of Homosexuality. Vol. 37 (4) S. 23–56, Haworth Press, New York 1999.
- (als Herausgeber zusammen mit Phillip Tahmindjis): Sexuality and Human Rights: A Global overview. Haworth Press, New York 2005, ISBN 1-56023-554-3.
- (als Herausgeber mit Vern Leroy Bullough): Adolescence, Sexuality & the Criminal Law: Multidisciplinary Perspectives. Haworth Press, New York 2005, ISBN 0-7890-2781-X.
- Das späte Menschenrecht (Teil 1). Sexualität im europäischen und österreichischen Recht. In: Sexuologie. 11, 2004, S. 3–4, 119–139. Urban & Fischer, Jena, ISSN 0944-7105.
- Das späte Menschenrecht (Teil 2). Sexualität im schweizerischen Recht. In: Sexuologie. 12, 1–2, 71–77, Urban & Fischer, Jena 2005.
- Das 17jährige Kind. Jüngste europarechtliche Rahmenbedingungen für Sexualität in den Neuen Medien. In: Kurt Seikowski (Hrsg.) Sexualität und Neue Medien. S. 54–79, Pabst Science Publishers, Lengerich 2005, ISBN 3-89967-231-3.
Version vom 10. Mai 2003 mit Nachtrag – Vortrag anlässlich der Fachtagung der Gesellschaft für Sexualwissenschaft e. V. (GSW) in Zusammenarbeit mit der Klinik und Poliklinik für Hautkrankheiten der Universität Leipzig, Tagungsthema: „Sexualität und Neue Medien“.
- Aktuelles Sexualstrafrecht in Österreich und der Schweiz. In: Baier, Bosinski, Loewit (Hrsg.): Sexualmedizin. Elsevier/Urban & Fischer, München/Jena 2005.
- Wider die sexuelle Apartheid. 15 Jahre RKL. (PDF; 124 kB) Rede zum Festakt 15 Jahre Rechtskomitee Lambda (RKL) im Plenarsaal des Nationalrates in Wien am 2. Oktober 2006.